# Elaphria orbiculata
Elaphria orbiculata là một loài bướm đêm trong họ Noctuidae.